# Ljubov Vasiljeva
Ljubov Vasiljeva, född 1967, är en rysk längdåkare.

## Meriter
- Paralympiska vinterspelen 2006    
  - Brons, längdskidåkning 5 km synskadade
  - Guld, längdskidåkning 10 km synskadade
  - Guld, längdskidåkning stafett 3x2,5 km
  - Guld, längdskidåkning 15 km synskadade